# Villa der Versuchung
Villa der Versuchung ist eine deutsche Reality-TV-Show, bei der prominente Teilnehmer in eine Villa in Thailand einziehen, welche nur mit dem Allernötigsten ausgestattet ist. Für sämtliche weiteren Annehmlichkeiten müssen sie selbst bezahlen. Das Besondere dabei: Die Ausgaben werden von der gemeinsamen Gewinnsumme von 250.000 € abgezogen. Moderiert wird das Format von Verona Pooth.

## Konzept
Villa der Versuchung ist eine deutsche Reality-TV-Show, in der – nach Senderangaben „prominente“ – Teilnehmer in einer abgelegenen Villa in Thailand unter einfachen Bedingungen leben. Anders als der Titel zunächst vermuten lässt, geht es nicht um erotische, sondern um finanzielle Versuchungen. Die Kandidaten erhalten nur eine Grundausstattung zum Überleben – alles Weitere, darunter alltägliche Dinge wie Essen, Getränke, Hygieneartikel oder Komfortgüter wie ein Bett oder eine Dusche, müssen sie sich selbst kaufen.
Das Besondere am Konzept: Jeder Kauf wird von der gemeinsamen Gewinnsumme von 250.000 € abgezogen. Dadurch entsteht ein Spannungsfeld zwischen persönlichem Komfort und dem Erhalt des möglichen Preisgelds. Teilnehmer, die sich wiederholt zu Ausgaben hinreißen lassen, riskieren nicht nur das Geld der Gruppe, sondern auch ihren Verbleib in der Show, da ihr Verhalten Unmut unter den anderen Kandidaten hervorrufen kann.
Ebenfalls finden Spiele mit dem Namen „Kopfgeld-Spiele“ statt, bei denen die Teilnehmer ihr eigenes „Kopfgeld“ erspielen. Die Höhe des Kopfgelds wird im Falle eines Rauswurfs bei der „Abrechnungszeremonie“ ebenfalls von der Siegesprämie abgezogen.
Sascha Heyna fungiert als „Shopping-Berater“, der den Promis öfters Angebote in Form des „Kracher des Tages“ macht.

## Staffel 1

### Teilnehmer
| Platz | Teilnehmer                                 | bekannt als | Ausgeschieden in Folge | eliminiert durch    | Kopfgeld      |
| ----- | ------------------------------------------ | --- | ---------------------- | ------------------- | ------------- |
| 1     | Jasmin Herren                              | Witwe von Willi Herren, Teilnehmerin bei Der Container Exklusiv (2006), Goodbye Deutschland! (2016), Das Sommerhaus der Stars (2019), Temptation Island VIP (2020), Ich bin ein Star – Holt mich hier raus! (2022), Forsthaus Rampensau Germany (2023), The 50 (2024) und Reality Queens (2024)                                                              | 8                      | 5 von 10 Stimmen    | kein Kopfgeld |
| 2     | Sara Kulka                                 | Model, Teilnehmerin bei Germany’s Next Topmodel (2012), Wild Girls (2013) und Ich bin ein Star – Holt mich hier raus! (2015) | 8                      | 3 von 10 Stimmen    | kein Kopfgeld |
| 3     | Patricia Blanco                            | Tochter von Roberto Blanco, Teilnehmerin bei Big Brother (2009), Ich bin ein Star – Holt mich hier raus! (2015), Goodbye Deutschland! (2015), Adam sucht Eva (2017), Das Sommerhaus der Stars (2018), Promis unter Palmen (2021), Promi Big Brother (2023), The 50 (2024) und Reality Queens (2024)                                                          | 8                      | 2 von 10 Stimmen    | kein Kopfgeld |
| 4     | Manni Ludolf                               | Ehemaliger Darsteller bei Die Ludolfs, Teilnehmer bei Das Sommerhaus der Stars (2017), Kampf der Realitystars (2023) und The 50 (2024), Gewinner von Die Alm (2011) | 8                      | Spielergebnis       | kein Kopfgeld |
| 4     | Steven „Seven“ Graf Bernadotte von Wisborg | Schwedisch-luxemburgischer Adliger, Unternehmer | 8                      | Spielergebnis       | kein Kopfgeld |
| 6     | Raúl Richter                               | Schauspieler (u. a. bei Gute Zeiten, schlechte Zeiten), Synchronsprecher, Teilnehmer bei Let’s Dance (2010), Global Gladiators (2017), Ich bin ein Star – Holt mich hier raus! (2020), Das große Promibacken (2024) und Das Sommerhaus der Stars (2024) | 8                      | Raum der Versuchung | 5.000 €       |
| 7     | Kevin Schäfer                              | Teilnehmer bei Prince Charming (2021), Charming Boys (2023), Good Luck Guys (2023), Kampf der Realitystars (2024) und The 50 (2025) | 7                      | 5 von 7 Stimmen     | 0 €           |
| 8     | Jimi Blue Ochsenknecht                     | Schauspieler, Darsteller bei Diese Ochsenknechts, Teilnehmer bei Let’s Dance (2018) und Die Verräter (2024) | 7                      | Raum der Versuchung | kein Kopfgeld |
| 9     | Brenda Brinkmann                           | Teilnehmerin bei Beauty & The Nerd (2023) und Too Hot to Handle: Germany (2025) | 6                      | 6 von 9 Stimmen     | 5.000 €       |
| 10    | Georgina Fleur                             | Teilnehmerin bei Der Bachelor (2012), Ich bin ein Star – Holt mich hier raus! (2013), Promiboxen (2013), Promi Big Brother (2013), Kampf der Realitystars (2020), Das Sommerhaus der Stars (2020) und The 50 (2024 & 2025), Gewinnerin von Ich bin ein Star – Showdown der Dschungel-Legenden (2024)                                                         | 5                      | 7 von 10 Stimmen    | 10.000 €      |
| 11    | Ronald Schill                              | Ehemaliger Politiker und Innensenator von Hamburg, Teilnehmer bei Promi Big Brother (2014), Goodbye Deutschland! (2015), Adam sucht Eva (2017), Promis unter Palmen (2020) und Kampf der Realitystars (2022) | 4                      | 8 von 11 Stimmen    | 5.000 €       |
| 12    | Gigi Birofio                               | Teilnehmer bei Ex on the Beach (2020 & 2022), Kampf der Realitystars (2021), Prominent getrennt (2022), Temptation Island VIP (2022), Ich bin ein Star – Holt mich hier raus! (2023), RTL Turmspringen (2023), Das Sommerhaus der Stars (2023), Ich bin ein Star – Showdown der Dschungel-Legenden (2024), Love Island VIP (2024) und CoupleChallenge (2025) | 4                      | Georgina & Patricia | kein Kopfgeld |
| 13    | Kate Merlan                                | Teilnehmerin bei Newtopia (2015), Get the F*ck out of my House (2018), Das Sommerhaus der Stars (2019), Kampf der Realitystars (2020), Promis unter Palmen (2021), Temptation Island VIP (2021), Prominent getrennt (2023), The 50 (2024) und Stranger Sins (2025)                                                                                           | 3                      | 6 von 12 Stimmen    | 1.000 €       |
| 14    | Bettie Ballhaus                            | Nacktmodel, ehemalige Fernsehmoderatorin, Teilnehmerin bei Big Brother (2009) und Reality Queens auf Safari (2013) | 2                      | 5 von 14 Stimmen    | 5.000 €       |

### Macht-Spiele
| Folge | Art des Spiels  | Gewinner |
| ----- | --------------- | --- |
| 2     | Glückslose      | Kevin & Gigi Kevin und Gigi durften ebenfalls zwei weitere Promis vor der Nominierung schützen. Sie entschieden sich für Kate und Brenda. |
| 3     | Luxusrestaurant | Jimi Blue & Raul Beide bekamen die Macht über die „Kostbar“ (Kühlschrank gefüllt mit Essen und Getränken).                                |
| 4     | Schmuck-Puzzle  | Georgina & Patricia Beide durften gemeinsam jemanden aus der Show werfen. Sie entschieden sich für Gigi.                                  |
| 7     | Hochstapler     | Raul hat das Spiel gewonnen und erhielt somit "Nominierungsschutz".                                                                       |

### Kopfgeld-Spiele
| Folge | Spielname                             | Spielergebnis |
| ----- | ------------------------------------- | --- |
| 1     | Die Hose Wert-voll haben              | 30.000 € - Georgina 25.000 € - Steven 20.000 € - Gigi 15.000 € - Brenda 15.000 € - Patricia 5.000 € - Jasmin 4.000 € - Manni 3.000 € - Kevin 2.000 € - Sara 1.000 € - Kate 0 € - Raul 0 € - Jimi Blue 0 € - Bettie 0 € - Ronald |
| 2     | Wohnst du schon oder schreist du noch | 20.000 € - Georgina & Raul 15.000 € - Patricia & Stevan 10.000 € - Jimi Blue & Jasmin 5.000 € - Manni & Bettie 2.000 € - Sara & Ronald                                                                                          |
| 3     | Kampf um die Krone                    | 20.000 € - Brenda & Raul 15.000 € - Sara & Gigi 10.000 € - Manni & Jimi Blue 5.000 € - Jasmin & Steven 1.000 € - Georgina & Kate 0 € - Ronald & Kevin Kein Teilnehmer des Spiels: 0 € - Patricia (Raum der Versuchung)          |
| 4     | Aus Scheiße Geld machen               | 20.000 € - Georgina 15.000 € - Kevin 10.000 € - Steven 10.000 € - Sara 10.000 € - Patricia 10.000 € - Brenda 10.000 € - Jimi Blue 5.000 € - Ronald 5.000 € - Manni 0 € - Raul 0 € - Jasmin                                      |
| 5     | Perlen vor die Säue                   | 15.000 € - Raul & Brenda 10.000 € - Georgina & Steven 10.000 € - Jimi Blue & Sara 0 € - Jasmin & Manni 0 € - Kevin & Patricia                                                                                                   |
| 6     | Kopfgeldkürzung                       | 20.000 € - Patricia, Jasmin & Sara 17.000 € - Steven 16.000 € - Kevin 14.000 € - Jimi Blue 13.000 € - Raul 5.000 € - Brenda 0 € - Manni                                                                                         |
| 7     | Abgehoben                             | 20.000 € - Manni & Steven 10.000 € - Jasmin & Patricia 0 € - Kevin & Sara Kein Teilnehmer des Spiels: Raul (bereits Nominierungsschutz)                                                                                         |

### Nominierungen
|                      | Folge 1 | Folge 2                 | Folge 3               | Folge 4                                            | Folge 5                   | Folge 6                | Folge 7                                               | Folge 8               |                       |
| -------------------- | ------- | ----------------------- | --------------------- | -------------------------------------------------- | ------------------------- | ---------------------- | ----------------------------------------------------- | --------------------- | --------------------- |
| Raúl                 | Ronald  | Ronald                  | Kate                  | Ronald                                             | Georgina                  | Brenda                 | Sara                                                  |                       |                       |
| Sara                 | Ronald  | Ronald                  | Ronald                | Ronald                                             | Georgina                  | Seven                  | Kevin                                                 |                       |                       |
| Patricia             | Raúl    | Bettie                  | kein Stimmrecht       | Ronald                                             | Kevin                     | Brenda                 | Kevin                                                 |                       |                       |
| Jasmin               | Ronald  | Stevan                  | Kate                  | Ronald                                             | Georgina                  | Brenda                 | Kevin                                                 |                       |                       |
| Manni                | Ronald  | Stevan                  | Kate                  | Ronald                                             | Georgina                  | Brenda                 | Kevin                                                 |                       |                       |
| Seven                | Raúl    | Bettie                  | Kate                  | Ronald                                             | Kevin                     | Brenda                 | Kevin                                                 |                       |                       |
| Kevin                | Raúl    | Stevan                  | Georgina              | Ronald                                             | Georgina                  | Manni                  | Seven                                                 | rausgewählt (Folge 7) | rausgewählt (Folge 7) |
| Jimi Blue            | Ronald  | Ronald                  | Kate                  | Ronald                                             | Georgina                  | Brenda                 | rausgewählt (Folge 7)                                 | rausgewählt (Folge 7) |                       |
| Brenda               | Raúl    | Bettie                  | Georgina              | Raúl                                               | Georgina                  | Manni                  | rausgewählt (Folge 6)                                 | rausgewählt (Folge 6) |                       |
| Georgina             | Ronald  | Bettie                  | Kate                  | Sara                                               | Kevin                     | rausgewählt (Folge 5)  | rausgewählt (Folge 5)                                 | rausgewählt (Folge 5) |                       |
| Ronald               | Raúl    | Bettie                  | Georgina              | Raúl                                               | rausgewählt (Folge 4)     | rausgewählt (Folge 4)  | rausgewählt (Folge 4)                                 | rausgewählt (Folge 4) |                       |
| Gigi                 | Raúl    | Sara                    | Georgina              | rausgewählt (Folge 4)                              | rausgewählt (Folge 4)     | rausgewählt (Folge 4)  | rausgewählt (Folge 4)                                 | rausgewählt (Folge 4) |                       |
| Kate                 | Raúl    | Stevan                  | Georgina              | rausgewählt (Folge 3)                              | rausgewählt (Folge 3)     | rausgewählt (Folge 3)  | rausgewählt (Folge 3)                                 | rausgewählt (Folge 3) |                       |
| Bettie               | Ronald  | Ronald                  | rausgewählt (Folge 2) | rausgewählt (Folge 2)                              | rausgewählt (Folge 2)     | rausgewählt (Folge 2)  | rausgewählt (Folge 2)                                 | rausgewählt (Folge 2) |                       |
|                      | Folge 1 | Folge 2                 | Folge 3               | Folge 4                                            | Folge 5                   | Folge 6                | Folge 7                                               | Folge 8               |                       |
| Nominierungs- schutz |         | Kate Kevin Brenda Gigi  |                       |                                                    |                           |                        | Raúl                                                  |                       |                       |
| Rauswahl             |         | Bettie 5 von 14 Stimmen | Kate 6 von 12 Stimmen | Gigi (Patricia & Georgina) Ronald 8 von 11 Stimmen | Georgina 7 von 10 Stimmen | Brenda 6 von 9 Stimmen | Jimi Blue (Raum der Versuchung) Kevin 5 von 7 Stimmen |                       |                       |
| Gezahltes Kopfgeld   | –       | 5.000 €                 | 1.000 €               | 5.000 €                                            | 10.000 €                  | 5.000 €                | 0 €                                                   |                       |                       |
| Anmerkungen: 1.      |         |                         |                       |                                                    |                           |                        |                                                       |                       |                       |

### Ausgaben (Kassen-Sturz)
| Folge   | ausgegebenes Geld (Gesamtsumme) | eingenommenes Geld (Gesamtsumme) | verbleibende Siegesprämie |
| ------- | ------------------------------- | -------------------------------- | ------------------------- |
| Folge 1 | 60.510 €                        | 0 €                              | 189.490 €                 |
| Folge 2 | 74.920 €                        | 0 €                              | 114.570 €                 |
| Folge 3 | 32.820 €                        | 30.000 €                         | 111.750 €                 |
| Folge 4 | 17.600 €                        | 0 €                              | 93.150 €                  |
| Folge 5 | 36.050 €                        | 20.000 €                         | 77.100 €                  |
| Folge 6 | 40.450 €                        | 20.000 €                         | 56.650 €                  |
| Folge 7 | 26.050 €                        | 0 €                              | 30.600 €                  |